# Boy Gobert
Boy Gobert est un acteur de théâtre et de cinéma, metteur en scène et directeur de théâtre allemand, né le 5 juin 1925 à Hambourg et décédé le 30 mai 1986 à Vienne.

## Biographie
Fils de l'écrivain et sénateur allemand Ascan Klée Gobert.
Boy Gobert joua souvent dans des rôles humoristiques. Il commence sa carrière dans le répertoire classique (y compris les rôles Shakespeariens).
De 1969 à 1980, il a été directeur-gérant du théâtre Thalia à Hambourg.
De 1980 à 1985, il a été nommé directeur général de la Staatliche Schauspielbuehnen (ancien nom administratif de la direction des théâtres d'État) de Berlin.
Il est décédé d'une insuffisance cardiaque, à l'âge de 60 ans, dans sa maison de Salmannsdorf dans la banlieue de Vienne.

## Honneurs et récompenses
Depuis 1960, Boy Gobert était membre du Burgtheater de Vienne. Cette année-là, le président fédéral autrichien lui remit le titre de Kammerschauspieler.
En 1961, il reçut le Prix de la Critique allemande.

## Filmographie partielle
- 1957 : Monpti de Helmut Käutner : Monpti (vieux)
- 1957 : Viktor und Viktoria (film, 1957) de Karl Anton : Lacoste
- 1957 : Ein Stück vom Himmel de Rudolf Jugert : Sir Jackie Taft-Holery
- 1958 : Peter Foss, le voleur de millions (Peter Voss, der Millionendieb) de Wolfgang Becker
- 1959 : Et tout le reste n'est que silence d'Helmut Käutner : Mike R. Krantz
- 1961 : Qui êtes-vous, Monsieur Sorge ? de Yves Ciampi : Meissinger
- 1961 : Junge Leute brauchen Liebe de Géza von Cziffra : Pierre Papillon jr.
- 1964 : Le Repas des fauves de Christian-Jaque : Le capitaine SS Kaubach
- 1968 : Les Amours de Lady Hamilton de Christian-Jaque : George Romney
- 1982 : Kamikaze 1989 de Wolf Gremm : Le PDG du trust
- 1983 : Die wilden Fünfziger de Peter Zadek : Udo von Gerresheim